# Max Kemmerich
Maximilian Philipp Albert Kemmerich (* 6. Mai 1876 in Koblenz, Rheinprovinz; † 6. April 1932 in München) war ein deutscher Kunst- und Kulturhistoriker, Privatgelehrter und Schriftsteller. Hohe Auflagen und mediale Aufmerksamkeit erzielte er in den 1910er und 1920er Jahren insbesondere durch Veröffentlichungen über Esoterik. 

## Leben
Maximilian Philipp Kemmerich war Sohn des preußischen Ingenieurkorps-Offiziers, Unternehmers und späteren Kaiserlich Türkischen Generalkonsuls Max Kemmerich (* 30. April 1851 in Köln; † 1918). Seine Mutter war Mathilde, geborene Zech, Tochter des bayerischen Hoteliers Philipp Zech, der in Kairo seit 1860 das Shepheard Hotel besaß. Er wurde evangelisch getauft. Bedingt durch die abwechslungsreiche Karriere seines schließlich zu großem Vermögen gelangten Vaters wuchs er unter anderem auf einem Gut in der Obersteiermark, in Berlin, Kairo und Tegernsee auf, wo ihn Hauslehrer unterrichteten. Von 1889 bis 1891 war er Schüler des Gymnasiums Baden-Baden. Von Herbst 1894 bis zum Abitur 1895 besuchte er das Wilhelmsgymnasium München. Am 1. Oktober 1895 trat er als Einjährig-Freiwilliger in das Königlich Bayerische 1. Schwere-Reiter-Regiment „Prinz Karl von Bayern“ ein. Gleichzeitig war er bis 1897 an der Ludwig-Maximilians-Universität München im Fach Jura eingeschrieben. Im Juli 1897 wechselte er in das Königlich Bayerische 4. Chevaulegers-Regiment „König“. Nach kurzem Besuch der Kriegsschule in Augsburg wurde er 1898 zum Leutnant befördert. Beurlaubt zur Reserve studierte er von 1900 bis 1902 an der Universität Leipzig die Fächer Geschichte, Philosophie, Anthropologie und Nationalökonomie. 1902 promovierte er zum Dr. phil. und begann in München und Tegernsee als freier Schriftsteller zu arbeiten. 1906 wurde er zum Oberleutnant, 1913 zum Rittmeister befördert. Als solcher nahm er in der 3. Eskadron des Königlich Bayerischen Reserve-Kavallerie-Regiments Nr. 1 am Ersten Weltkrieg teil. Für seine militärischen Leistungen wurde er mit dem Eisernen Kreuz II. Klasse und mit dem Bayerischen Militärverdienstorden IV. Klasse mit Schwertern ausgezeichnet. Am 1. Februar 1919 nahm er seinen Abschied vom Militär und lebte fortan als freier Schriftsteller in München. Dort wurde er Vorstandsmitglied des Journalisten- und Schriftstellervereins für Berufsschriftsteller. Der Deutsche Kulturbund in Wien nahm ihn als Ehrenmitglied auf. Kemmerich verstarb im Alter von 55 Jahren in seiner Wohnung in der Schwabinger Ainmillerstraße 30 an einem Herzschlag. Seine letzte Ruhestätte fand er auf dem Nordfriedhof München (Grabstätte 76-12-21). Sein Teilnachlass befindet sich in der Bayerischen Staatsbibliothek.
Max Kemmerich war ein Kunsthistoriker, der vor allem über frühmittelalterliche deutsche Porträtkunst forschte und schrieb. Als Kulturhistoriker mit mystisch-parapsychologischen Neigungen vertrat er unter Bezug auf die „Historionomie“ Friedrich Stromer von Reichenbachs einen extremen Geschichtsdeterminismus und glaubte – innerhalb gewisser Grenzen – an die Vorhersagbarkeit des historischen Geschehens. Er verfasste zahlreiche Bücher, darunter seit etwa 1910 etliche im thematischen Spektrum des Okkultismus. Auch schrieb er für eine Reihe von literarischen, bibliophilen und kunsthistorischen Zeitschriften, etwa für das phantastische Blatt Der Orchideengarten. Seine parapsychologischen Schriften sowie seine zahlreichen Vorträge fanden in der Presse besondere Beachtung, insbesondere das 1927 veröffentlichte Buch Die Brücke zum Jenseits, über dessen Beschlagnahme es von 1927 bis 1929 einen Prozess vor dem Landgericht München I und schließlich vor dem Reichsgericht gab. Streitgegner Kemmerichs und des Verlages Albert Langen waren der Münchner Parapsychologe Albert von Schrenck-Notzing als Vertreter von Inge Gruber, geborene Wuppermann, Witwe des Mediziners und Parapsychologen Karl Gruber, dessen Manuskript Kemmerich unautorisiert verwendet haben soll, sowie der Leipziger Verlagsbuchhändler Emil Abigt, der den gleichnamigen Titel seiner ab 1915 bestehenden okkultistischen Bücherreihe als unberechtigt benutzt ansah.

## Schriften (Auswahl)
- Die Charakteristik bei Machiavelli. Ein Beitrag zur Geschichte des litterarischen Porträts. O. Schmidt, Leipzig 1902 (Dissertation mit Autobiografie).
- Die frühmittelalterliche Porträtmalerei in Deutschland. G. D. W. Callwey, München 1907.
- Die Porträts der deutschen Kaiser und Könige bis auf Rudolf von Habsburg. In: Neues Archiv der Gesellschaft für Ältere Deutsche Geschichtskunde, XXXIII (1908), S. 461–514 (Digitalisat).
- Die Lebensdauer und die Todesursachen innerhalb der deutschen Kaiser- und Königsfamilien. Erweiterter Sonderdruck aus: Alfred von Lindheim: Saluti senectutis. Die Bedeutung der menschlichen Lebensdauer im modernen Staate. Franz Deuticke, Leipzig und Wien 1909.
- Die frühmittelalterliche Porträtplastik in Deutschland bis zum Ende des XIII. Jahrhunderts. Klinkhardt & Biermann, Leipzig 1909 (Digitalisat).
- Kultur-Kuriosa. 3 Bände. A. Langen, München 1909, 1910, 1912.
- Die deutschen Kaiser und Könige im Bilde. Ein Ergänzungsbuch zum deutschen Geschichts-Unterricht. Klinkhardt & Biermann, Leipzig 1910.
- Dinge, die man nicht sagt. A. Langen, München 1910.
- Prophezeiungen. Alter Aberglaube oder neue Wahrheit? A. Langen, München 1911, Neuauflage: A. Langen, München 1921.
- Aus der Geschichte der menschlichen Dummheit. A. Langen, München 1912.
- Das Kausalgesetz der Weltgeschichte. A. Langen, München 1913, Neuauflage: A. Langen, München 1922.
- Die Berechnung der Geschichte und Deutschlands Zukunft. Huber, Diessen 1921 (Digitalisat).
- Gespenster und Spuk. Lhotzky, Ludwigshafen am Bodensee 1921.
- Wunderbare Tatsachen aus dem Reich des Übersinnlichen. Gesellschaft für Bildungs- und Lebensreform, Kempten im Allgäu 1924 (Digitalisat).
- Machiavelli. K. König, Wien 1925.
- Das Weltbild des Mystikers. Stein-Verlag, Leipzig 1925/1926.
- Die Brücke zum Jenseits. A. Langen, München 1927.
- Unter der Lupe. Zeitgemässe Betrachtungen. A. Langen, München 1931.